# Doa (bướm đêm)
Doa là một chi bướm đêm thuộc họ Doidae.

## Các loài
- Doa ampla (Grote, 1878)
- Doa cubana Schaus, 1906
- Doa dora Neumoegen & Dyar, 1894
- Doa raspa Druce, 1894
- Doa translucida Dognin, 1910